# Museo criminologico
Il Museo criminologico (Mu. Cri) è sito a Roma nel Palazzo del Gonfalone, ex carcere minorile voluto da Papa Leone XII nel 1827, tra via del Gonfalone e via Giulia.

## Storia

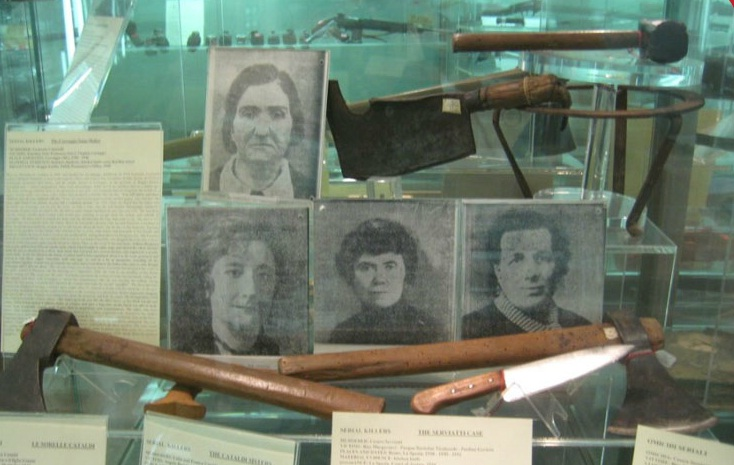
Gli strumenti usati dalla serial killer Leonarda Cianciulli, nota come la saponificatrice di Correggio, per i suoi delitti e le foto delle vittime conservati al Museo criminologico di Roma

Il museo fu aperto nel 1931, per volere del Guardasigilli Alfredo Rocco che voleva raccogliere e mettere alla portata degli studiosi gli strumenti che più avevano caratterizzato il mondo della criminalità; ma l'idea di aprire un museo criminologico a Roma era già viva sul finire dell'Ottocento.
Inizialmente il museo era diviso in più sezioni:
- la 1ª rappresentava le principali suddivisioni dei crimini;
- la 2ª era dedicata alla ricerca di prove ed alle indagini giudiziarie;
- la 3ª era ripartita in ulteriori due parti: una riguardava l'esecuzione penale vista dallo Stato; l'altra presentava le stesse esecuzioni viste dai condannati.

Inizialmente il museo occupava il piano terra delle Carceri nuove di Via Giulia. Nel 1968 il museo venne smantellato per cambio di destinazione d'uso delle Carceri nuove.
Nel 1975 il museo venne trasferito nelle carceri del palazzo del Gonfalone (la sede attuale) cambiando anche il nome da "Museo criminale" a "Museo criminologico - MUCRI".
I lavori per l'allestimento del nuovo museo iniziarono già nel 1972 per consentire la nuova apertura solamente 3 anni più tardi. La lunga permanenza nei depositi ha causato la perdita di alcuni dei reperti prima esposti.
Successivamente, nella seconda metà degli anni settanta, un calo d'interesse dei visitatori ha fatto sì che le visite avvenissero solo su appuntamento o a seguito di particolare autorizzazione.
Dal finire degli anni settanta il museo è rimasto chiuso per un periodo di quindici anni, durante il quale è stata effettuata la riorganizzazione e il riassetto delle opere esposte. Il museo è stato riaperto solo nel 1994, da quando il ricchissimo materiale della collezione viene presentato in un percorso di natura cronologica volto a contestualizzare gli strumenti esposti.
Dal 1º giugno 2016 il museo è temporaneamente chiuso.

## Il percorso museale
Dopo una prima sezione, dedicata alla storia dell'esercizio della giustizia dall'età antica fino al XVIII secolo, segue una sezione dedicata alla nascita nell'Ottocento delle istituzioni carcerarie e delle antropologie criminali. In questa sezione è ampiamente documentata anche la contemporanea nascita del manicomio criminale grazie all'esposizione di testi e materiali di studio, nonché ad un ampio apparato iconografico, raccolto da Cesare Lombroso e seguaci che, attraverso l'analisi di reperti anatomici di noti delinquenti e prostitute dell'epoca, tentò di dimostrare il legame che univa determinate caratteristiche fisiche alle attitudini criminali.
L'ultima sezione è occupata dalle forme di criminalità moderna insieme ai corpi di reato relativi a furto con scasso, spionaggio, falsificazione e gioco d'azzardo, mentre una saletta separata è stata appositamente allestita per ospitare fatti di sangue che sono stati oggetto della cronaca nera degli ultimi decenni.
Alcuni reperti esposti sono:
strumenti di tortura quali gogne, una vergine di Norimberga, una briglia delle comari, la pistola usata da Gaetano Bresci per l'assassinio di Umberto I, il tagliacarte con cui venne ferito Mons, scudisci, fruste e ferri vari; la divisa del boia Mastro Titta che, tra il 1796 e il 1864, eseguì ben 516 condanne a morte mediante impiccagione, decapitazione e squartamento. C'è persino un calco in gesso del cranio del criminale Giuseppe Villella, con il quale il criminologo Cesare Lombroso, scoprendo la fossetta occipitale mediana, ritenne di aver provato la delinquenza atavica.
Un altro reparto conservato nel museo proviene dal primo trentennio del ‘900, un corpo femminile venne rinvenuto dopo il crollo di una torre nel castello della cittadina medievale. Era stata legata mani e piedi con dei ferri contenitivi per la detenzione, murata viva e poi lasciata morire d’inedia.
In una stanza attigua sarebbe stato rinvenuto un altro scheletro, questo era di una guardia del presidio, poi polverizzatosi a contatto con l’aria. Un’altra versione lo vuole traslato e sepolto in segreto nel cimitero comunale; anche se di questa sepoltura non si è mai trovata traccia, né qualche documento d’archivio che ne attestasse la presenza.
Un mistero che ha suggestionato gli abitanti, dando vita ad una serie di visioni notturne del fantasma della Dama, accompagnate da rumori di catene trascinate sui pavimenti di ciò che resta del castello e di raccapriccianti lamenti che sarebbero la conseguenza di una mancata degna sepoltura della povera donna.
Ma chi è la Dama Bianca ritrovata a Poggio Catino e poi ancora oggi conservata nel Museo di Roma?
Lo scheletro apparterrebbe almeno secondo i documenti compilati dopo il rinvenimento, ad una donna di circa trenta/quarant’ anni vissuta tra il XV e il XVI secolo. Secondo la leggenda sarebbe stata la compagna di Geppo Colonna, proprietario del castello, che scoperto il tradimento della donna con un castellano l’avrebbe segregata in una cella, murata viva e fatta morire di inedia. Un'altra leggenda meno apprezzata, vede la donna essere una vittima della faida tra gli Orsini e i Colonna.
Di fatto la leggenda sarebbe però frutto di “iperstizione”, ovvero: “una profezia autoavveratasi a causa di una diffusione massiva”. Dapprima alimentata dalle superstizioni del popolo, poi fomentata dagli articoli giornalistici e da libri che hanno fatto perno sulla credulità popolare, la superstizione e le emotività provocata da un terribile sopruso compiuto su una donna giovane e definita particolarmente bella, anche se non vi sono testimonianze o prove del suo aspetto fisico.
La leggenda nacque nel Ventennio fascista, più esattamente nel 1933, quando l’ultimo proprietario del luogo, Sergio Biraghi, all'epoca un bambino di dieci anni, ricorda di essere giunto al castello dove era appena avvenuto un crollo di un torrione. Sotto le macerie venne trovato uno scheletro con caviglie e polsi bloccati da ferri di contenimento, seduto su un ceppo in pietra e appoggiato al muro. Vicino aveva una brocca scheggiata ed una lampada ad olio. Lascia perplessi che la calce delle mura e l'isolamento anaerobico non abbia restituito un corpo in condizioni conservative migliori. Inoltre i ferri sembrano troppo grandi per poter imprigionare i polsi della donna. Per altro quelli ritrovati sul corpo venivano utilizzati espressamente per le caviglie.
Inoltre le ossa non presentano un annerimento nei punti di contatto con i ferri e anche questa cosa lascia perplessi. Risultati poi che alcuni studiosi facciano risalire quei ferri tra il XVI e più verosimilmente verso il XVIII secolo, ma sono chiaramente stati dipinti di nero e dunque non presentano il naturale colore del ferro che dovrebbero avere, mancano poi delle serrature…
Lo scheletro purtroppo non ha potuto subire una datazione con il metodo della datazione con il carbonio 14. Un sopralluogo risalente al 2018 di specialisti come il noto criminologo Marco Strano e l’avvocato ed esperto in indagini Simone De Fraja non ha avuto il permesso né di fotografare, né di aprire la teca dove era conservato lo scheletro per meglio esaminarlo.
Attraverso vecchie fotografie d’archivio o pubblicate sui quotidiani (se ne trovano anche sul web), si è constatato che il corpo, a dispetto di quanto riportato sulla documentazione del museo, non sarebbe stato riposizionato nell'esatta posizione del rinvenimento. Per altro la posizione in cui si trova non permette di esaminare la forma del bacino, fondamentale per stabilire il sesso.
Un accurato esame delle foto del teschio invece, ha dato risposte più concrete: l'arcata sopraccigliare è molto robusta e marcata, il processo zigomatico è poderoso e anche questo spesso, il processo mastoideo è molto grande e pronunciato, la mandibola è robusta e l'angolo mandibolare particolarmente marcato. Tutte caratteristiche tipiche di un teschio maschile.
Fu forse la necessità di trovare oggetti utili per il museo, che avrebbe spinto il proprietario del castello Umberto Biraghi, nonché medico dell'epoca e personaggio molto vicino ai vertici del regime, al recupero di uno scheletro della zona per utilizzarlo per questo allestimento, che oggi potremmo vedere se potessimo accedere nel Museo del Crimine.
Dunque lo scheletro ritrovato e su cui è stata montata questa leggenda sarebbe di un uomo. Inoltre non si ha conferma che lo scheletro possa essere del XV secolo; la cella presente nel museo non è stata assemblata con i pezzi originali come in principio riportato, bensì con una ricostruzione in cartongesso; i ceppi che trattengono polsi e caviglie risalirebbero al XIX secolo; il luogo in cui sarebbe avvenuto il crollo non ha mai ospitato un torrione; nel cimitero non è stata trovata traccia di una tomba che conterrebbe il secondo scheletro, ovvero quello del fantomatico armigero, che così ha dato vita alla leggenda della sua polverizzazione.
È assurdo poi pensare che dopo un crollo uno scheletro possa essere ritrovato integro sotto le macerie come quello ritrovato, e che non presenti poi un normale deterioramento del tessuto osseo causato dall'esposizione all'aria, non essendo stato chiuso in un sarcofago o in un contenitore ermetico.
L’altro studioso è Simone De Fraja avvocato penalista, saggista e studioso di fortificazioni medievali e di scienza dell’investigazione, anche lui autore di svariati libri.
Bibliografia: la Dama Bianca di Poggio Catino. Storia di un femminicidio mai avvenuto?
Di Marco strano e Simone De Fraja Phasar Edizioni Firenze 2021